# Клаус Горнбостель
Клаус Горнбостель (нім. Klaus Hornbostel; 14 червня 1916, Куксгафен — 17 липня 2013, Тюбінген) — німецький офіцер-підводник, капітан-лейтенант крігсмаріне, капітан-цур-зее бундесмаріне.

## Біографія
8 квітня 1934 року вступив на флот. З 1 вересня 1939 по 28 лютого 1943 року — артилерійський технічний офіцер на важкому крейсері «Адмірал Шеер». З 4 березня по 5 червня 1943 року пройшов навігаційний курс, з 6 червня по 30 листопада — курс підводника, 1—15 грудня — курс позиціонування (радіовимірювання), з 16 грудня 1943 по 9 лютого 1944 року — курс командира підводного човна. 16 лютого 1944 року направлений на будівництво підводного човна U-806. З 29 квітня 1944 року — командир U-806, на якому здійснив 1 похід (30 жовтня 1944 — 21 лютого 1945), під час якого потопив 1 і пошкодив ще 1 корабель.
| Дата           | Назва корабля          | Тип               | Тоннаж | Вантаж                              | Екіпаж | Загинули | Країна             | Конвой |
| -------------- | ---------------------- | ----------------- | ------ | ----------------------------------- | ------ | -------- | ------------------ | ------ |
| 21 грудня 1944 | Samtucky (пошкоджений) | Торговий пароплав | 7,219  | Урядові товари і генеральні вантажі | 47     | 0        | Британська імперія | HX-327 |
| 24 грудня 1944 | HMCS Clayoquot (J174)  | Мінний тральщик   | 672    |                                     | 81     | 8        | Канада             | XB-139 |

6 травня 1945 року здався британським військам в Орхусі. У березні 1947 року звільнений. Служив у бундесмаріне, остання посада — командир училища морської артилерії в Каппельні.

## Звання
- Кандидат в офіцери (8 квітня 1934)
- Кадет служби озброєнь (26 вересня 1934)
- Фенріх служби озброєнь (1 липня 1935)
- Оберфенріх служби озброєнь (1 січня 1937)
- Лейтенант служби озброєнь (1 квітня 1937)
- Оберлейтенант служби озброєнь (1 квітня 1939)
- Капітан-лейтенант служби озброєнь (1 вересня 1941)
- Капітан-лейтенант (1 березня 1943)

## Нагороди
- Медаль «За вислугу років у Вермахті» 4-го класу (4 роки)
- Залізний хрест
  - 2-го класу (1 квітня 1941)
  - 1-го класу (1 вересня 1942)
- Нагрудний знак підводника (лютий 1945)